# ميغيل غاسبار
ميغيل غاسبار (بالإسبانية: Miguel Gaspar)‏ هو لاعب كرة قاعدة مكسيكي، ولد في 19 سبتمبر 1929، وتوفي في 22 يوليو 2012.